# Sviňucha jižní
Sviňucha jižní (Phocoena dioptrica) je druh menšího kytovce z čeledi sviňuchovití, jehož domovinou je Jižní oceán. O tomto mořském savci toho není příliš známo a většina znalostí se odvozuje z jedinců vyplavených na břeh, ze sporadických pozorování na moři nebo z malého množství fotografické dokumentace.

## Systematika
Druh poprvé popsal argentinský přírodovědec Fernando Lahille v roce 1912 na základě živé březí samice, která byla vyplavena nedaleko Buenos Aires. Bruch (1916) popsal další dva exempláře, jejichž kostry byly umístěny do Přírodovědného muzea (Museo de La Plata) v Buenos Aires.
Druhové jméno dioptrica pochází z řeckého dioptra („brýle“) a odkazuje ke kroužkům kolem očí. Sviňucha jižní náleží do rodu Phocoena, i když v minulosti se krátce řadila to vlastního rodu Australophocaena.

## Popis

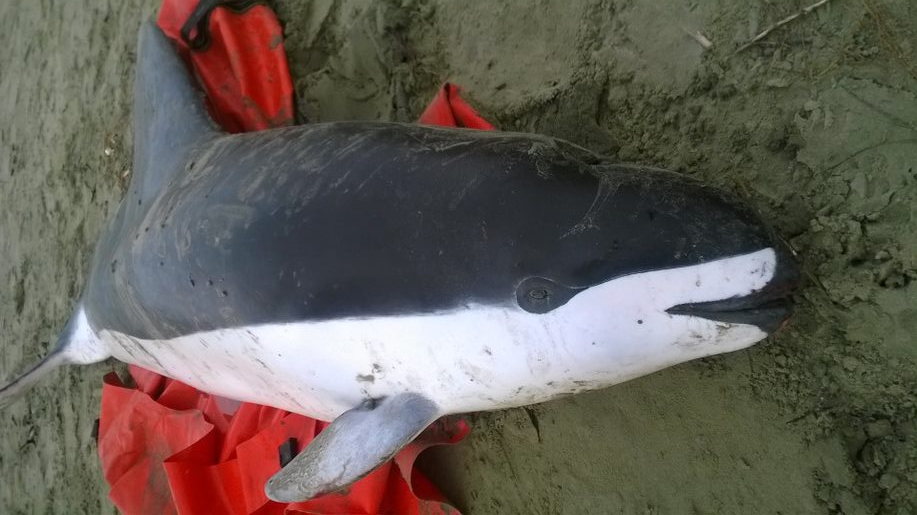
Sviňucha jižní vyplavená nedaleko novozélandského Dunedinu

Tělo je statné, hlava zakulacená s tupým zakončením bez zobáku. Tlama je malá. Bílé prsní ploutve jsou krátké. Černá hřbetní ploutev samců je mohutná, zakulacená až oválná; u samic je mnohem menší a spíše trojúhelníkového tvaru. Ocas je shora černý, zespoda bílý. Kolem očí se nachází černý oční kroužek, který je lemován bílým kroužkem, což vypadá, jakoby měla sviňucha brýle, což se podepsalo na jejím vědeckém a koneckonců i anglickém názvu. Tenké rty jsou černé a z koutků tlamy vybíhají tenké černé proužky směrem k bázi prsních ploutví. Hřbet je černý a od bílé spodiny je ostře oddělen. Starší jedinci bývají černí, zatímco juvenilové našedlí.
Vedle zmíněné různosti ve velikosti ploutve u samce a samice se u druhu vyskytuje i výrazný pohlavní dimorfismus ve velikosti těla. Samice dosahují délky těla kolem 204 cm, samci mohou měřit až ke 224 cm. Samice s váhou kolem 85 kg jsou podstatně lehčí než samci, jejichž váha dosahuje zhruba 115 kg. V horní čelisti se nachází 32–52 zubů, v té spodní 34–46.

## Areál rozšíření
Druh byl původně znám pouze z Jižní Ameriky, avšak později byl objeven i v řadě dalších oblastí a dnes se má za to, že má cirkumpolární rozšíření v Jižním oceánu. Obývá chladnější vody mírného a studenší vody polárního pásu. V Jižní Americe je druh znám od brazilského pobřeží (33° j. š.) přes Uruguay a Argentinu po Ohňovou zemi, Falklandy a Jižní Georgii. Z mimo jihoamerikých oblastí lze zmínit ostrov Macquaire, Kergueleny, Heardův ostrov, Aucklandovy ostrovy nebo Tasmánii. Známé jižní hranice výskytu tvoří 64. rovnoběžka j. š. Obývá vody o teplotách v rozmezí nejméně 1–10° C.

## Biologie
O sviňuše jižní toho není příliš známo a většina znalostí se odvozuje z jedinců vyplavených na břeh, ze sporadických pozorování na moři nebo z malého množství fotografické dokumentace. Sviňuca jižní se vyskytuje převážně dále od břehu na volném moři. Živí se patrně rybami a desetiramenatci. K predátorům patří patrně kosatka dravá, tuleň leopardí a velké druhy žraloků. Pohybuje se v malých skupinkách o 1 až 3 jedincích, výjimečně až v pětičlenných skupinách. Typicky je k zahlédnutí pár sviňuch jižních – matka s dítětem.

## Vztah k lidem
Mezinárodní svaz ochrany přírody (IUCN) druh hodnotí druh jako málo dotčený. Stejně jako jiné druhy sviňuch, i sviňuha jižní je ohrožena hlavně tenatovými sítěmi, do kterých se může snadno zamotat a utonout. V minulosti docházelo v okolí Chile a Argentiny k harpunování sviňuch, jejichž maso sloužilo jako snadno dostupná, levná návnada na velké desetinožce.
K roku 1997 se datuje pokus o vzetí sviňuchy jižní do zajetí. I přesto, že byla 127 cm dlouhá samice v Horseshoe Bay v jižní Austrálii násilně krmena, zemřela po několika dnech v zajetí. Pozůstatky sviňuchy jižní byly nalezeny v 1400–6000 let starých kuchyňských pozůstatcích z Ohňové země.